# Araukaria
Araukaria, igława (Araucaria Juss.) – rodzaj drzew iglastych z rodziny araukariowatych. Obejmuje 19 gatunków. Dwa gatunki rosną w południowej części Ameryki Południowej, pozostałe we wschodniej Australii, na Nowej Gwinei i Nowej Kaledonii. Drzewa są wiecznozielone, dwupienne (rzadko jednopienne) i wyróżniają się regularnym pokrojem.
Nazwa rodzaju pochodzi od Indian Araukanów, rdzennych mieszkańców Chile, których tereny porastały drzewa tego rodzaju. Nasiona araukarii chilijskiej są jadalne i spożywane przez tubylców. Jadalne są także nasiona innych gatunków (np. araukarii Bidwilla i brazylijskiej). Niektóre gatunki dostarczają wartościowego drewna. Uprawiane są też jako rośliny ozdobne. W klimacie umiarkowanym popularną rośliną pokojową jest araukaria wyniosła. Jedynym gatunkiem możliwym do uprawy w gruncie w tej strefie jest araukaria chilijska (młode rośliny wymagają jednak ochrony przed mrozem).

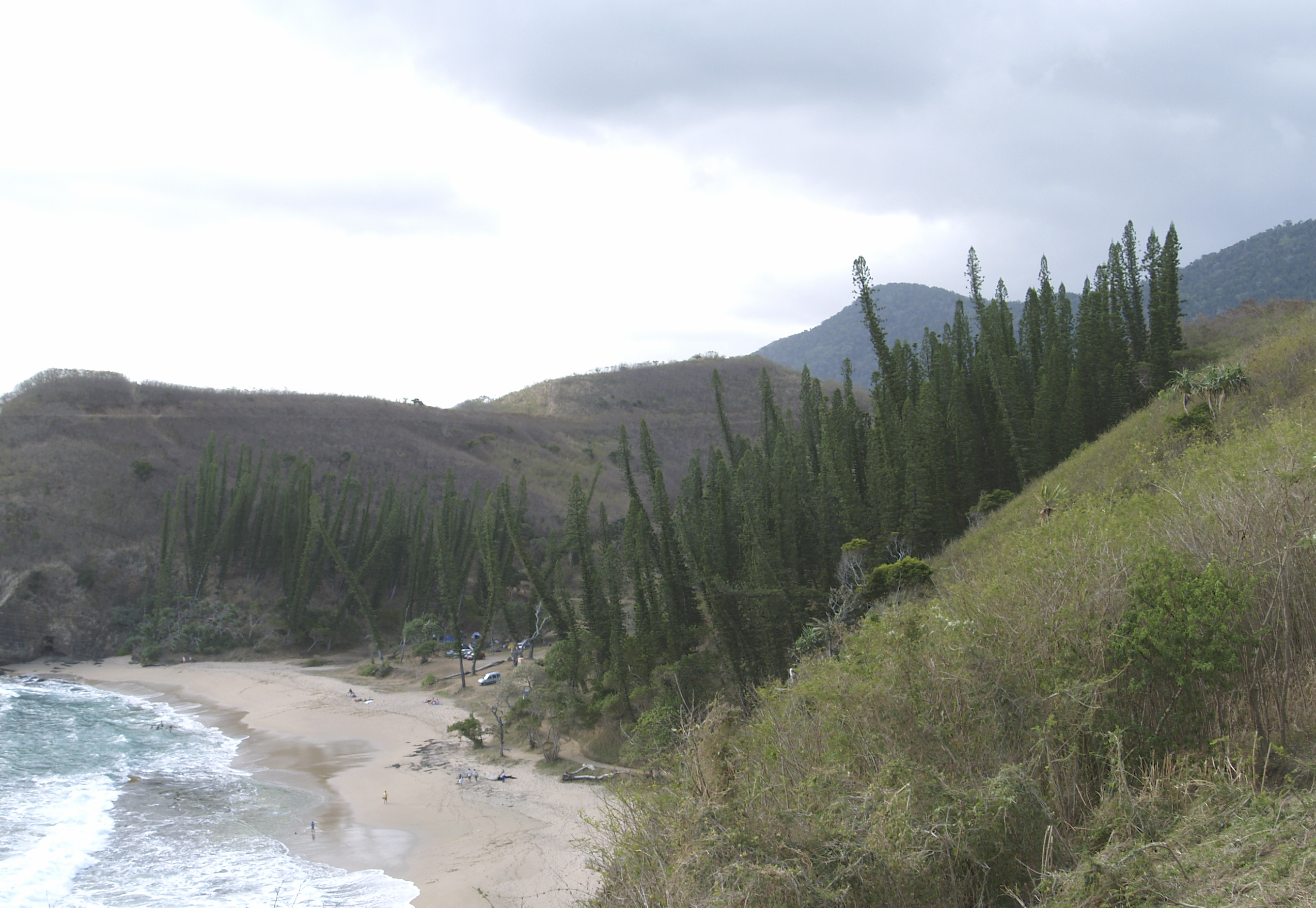
Araucaria luxurians na Nowej Kaledonii

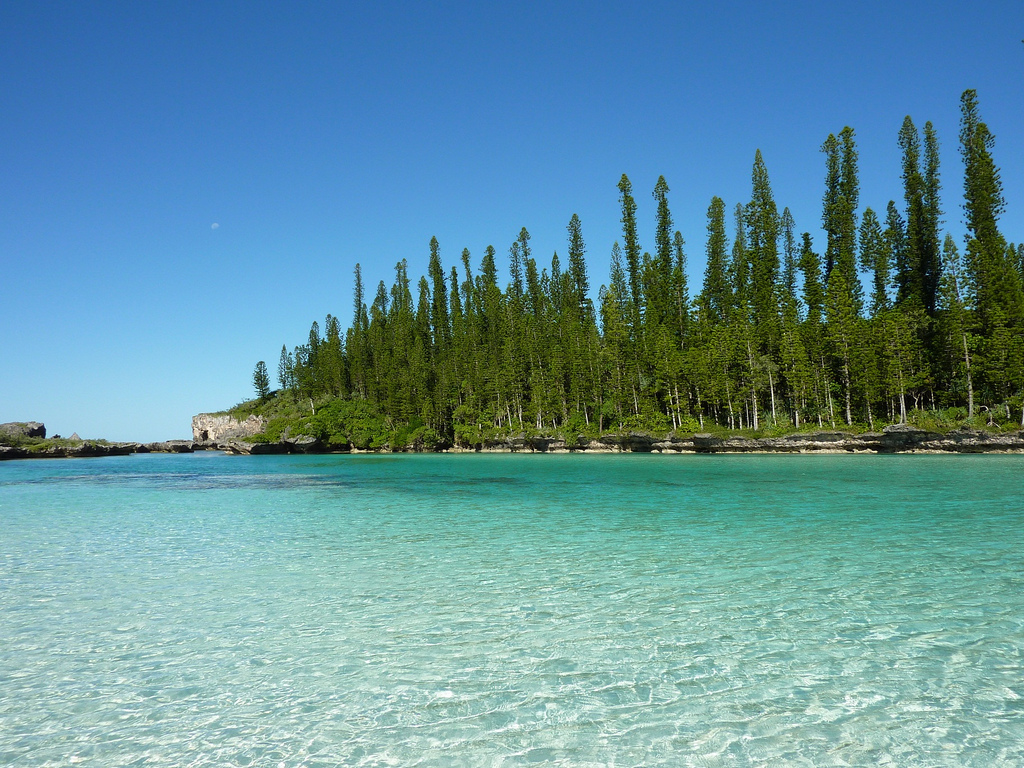
Araucaria columnaris na Nowej Kaledonii

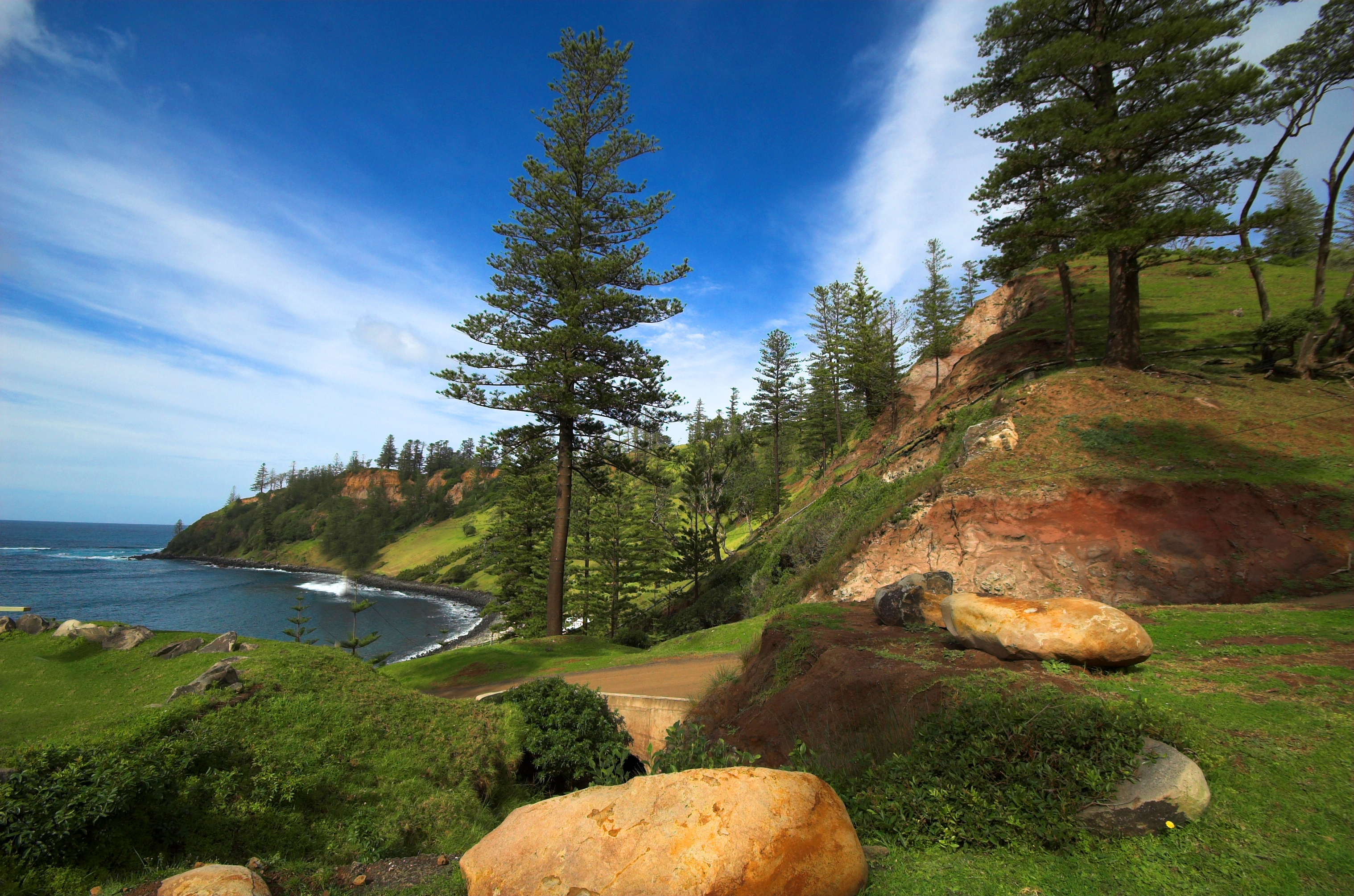
Araucaria heterophylla na wyspie Norfolk

## Morfologia
PokrójZimozielone, wysokie drzewa (dorastają do 70 m). Gałęzie wyrastają w regularnych okółkach. Pąki są niepozorne – liście okrywają końce pędów. Młode drzewa są rozgałęzione od dołu. Z wiekiem pień się u dołu oczyszcza i starsze drzewa mają długi, nagi pień zakończony spłaszczoną koroną.
LiścieLiścienie w liczbie od 2 do 4. Liście młodociane są igiełkowate, cienkie, ułożone są luźno i skrętolegle na pędzie. Dojrzałe liście są sztywne, łuskowate, jajowolancetowate lub szydlaste. Ściśle przylegają do siebie i są trwałe.
KwiatyRozdzielnopłciowe, kwiaty męskie i żeńskie rozmieszczone są na różnych roślinach (dwupienność). Męskie szyszki wyrastają na szczytach pędów pojedynczo lub w skupieniach. Składają się z wielu spiralnie ułożonych łusek z pylnikami (mikrosporangiami) składającymi się z 6–8 komórek. Są wydłużone i osiągają znaczne rozmiary, np. u A. muelleri do 25 cm długości. Szyszki żeńskie są kuliste, okazałe i ciężkie (u A. bidwillii osiągają do 30 cm długości i 5 kg wagi). Łuski w szyszkach żeńskich są spłaszczone i odłamują się po dojrzeniu. Na łuskach znajdują się przyrośnięte do nich pojedyncze zalążki.
NasionaPołączone z łuskami nasiennymi, wraz z którymi odpadają od osi szyszki. Na brzegu bywają lekko oskrzydlone.

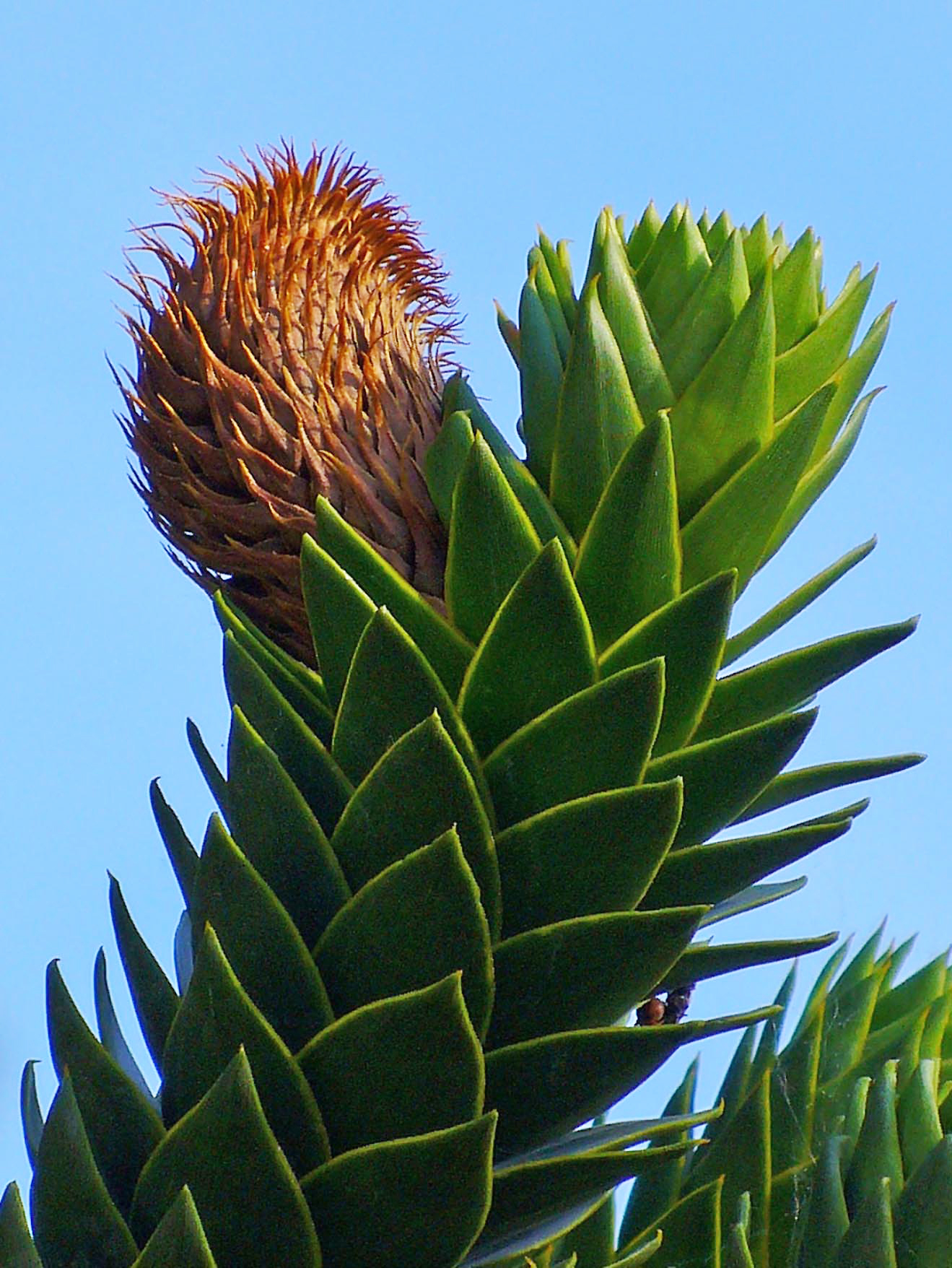
Ulistniony pęd z szyszką araukarii chilijskiej
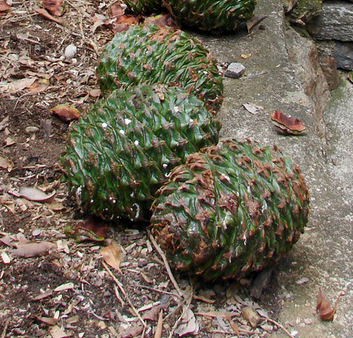
Szyszki Araucaria bidwillii
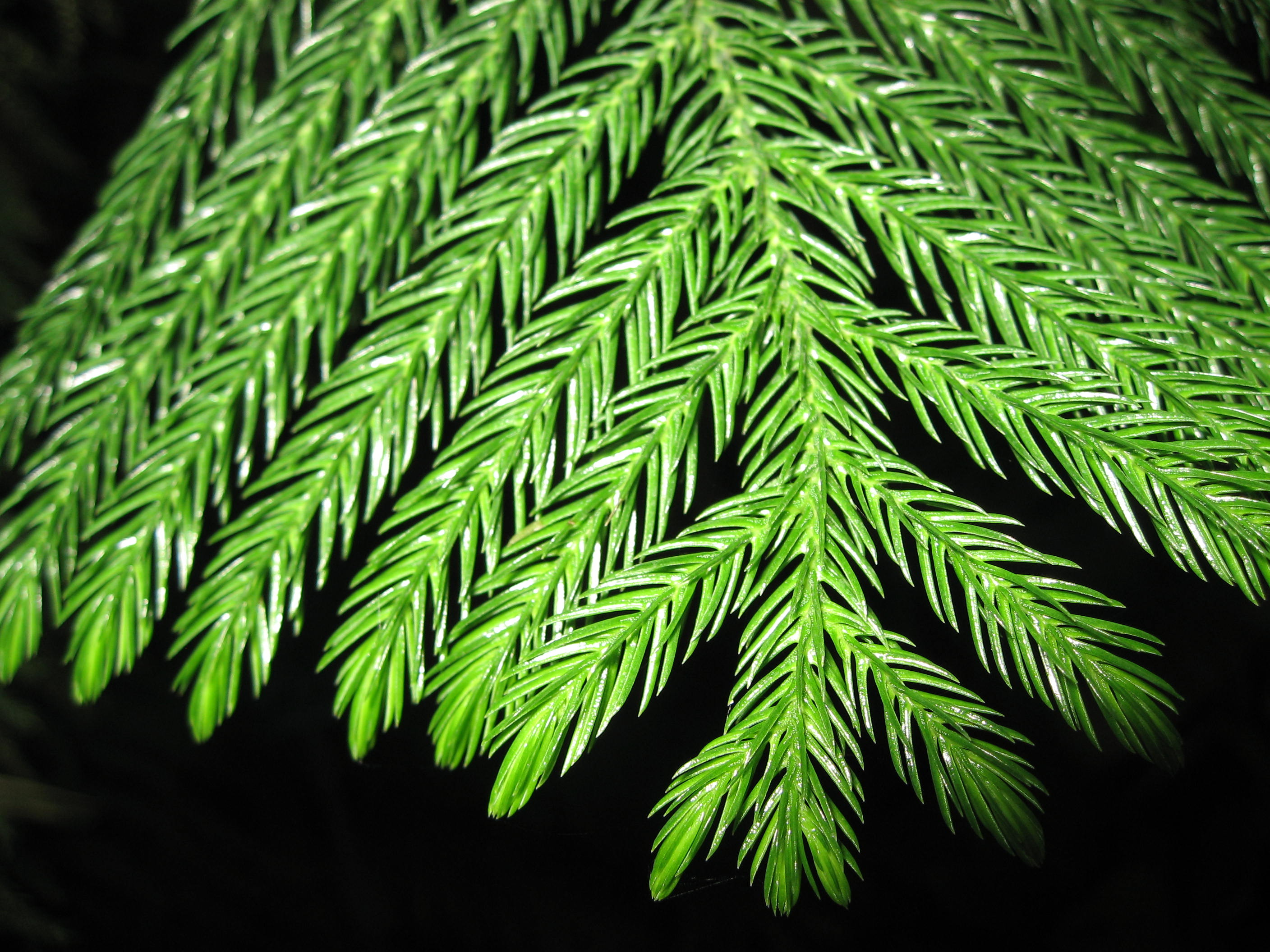
Gałąź araukarii wyniosłej

## Biologia
Kwiaty są wiatropylne. Szyszki dojrzewają dopiero w drugim lub trzecim roku, po czym rozpadają się. Nasiona kiełkują epigeicznie lub hipogeicznie.

## Systematyka i pochodzenie
Współcześnie o ograniczonym rozprzestrzenieniu, natomiast dawniej rośliny z tego rodzaju odgrywały znaczącą rolę w lasach, zwłaszcza w czasie jury.
Jest to jeden z trzech współczesnych rodzajów z rodziny araukariowatych (Araucariaceae). Wyróżnia się w jego obrębie 19 gatunków łączonych w dwie sekcje:
- Sekcja Araucaria (syn. sekcja Columbea) – szerokie liście, szyszki o średnicy przekraczającej 12 cm średnicy:
  - Araucaria angustifolia (syn. Araucaria brasiliana) – araukaria brazylijska, igława brazylijska – południowa Brazylia, północno-wschodnia Argentyna.
  - Araucaria araucana (syn. Araucaria imbricata) – araukaria chilijska, igława chilijska – centralne Chile, zachodnia Argentyna.
  - Araucaria bidwillii – araukaria Bidwilla wschodnia Australia.
  - Araucaria hunsteinii – Nowa Gwinea.
- Sekcja Eutacta – liście wąskie, szyszki o średnicy poniżej 12 cm:
  - Araucaria bernieri – Nowa Kaledonia.
  - Araucaria biramulata – Nowa Kaledonia.
  - Araucaria columnaris – Nowa Kaledonia.
  - Araucaria cunninghamii – wschodnia Australia, Nowa Gwinea.
  - Araucaria heterophylla – araukaria wyniosła, igława wyniosła, jodełka pokojowa – Norfolk.
  - Araucaria humboldtensis – Nowa Kaledonia.
  - Araucaria laubenfelsii – Nowa Kaledonia.
  - Araucaria luxurians – Nowa Kaledonia.
  - Araucaria montana – Nowa Kaledonia.
  - Araucaria muelleri – Nowa Kaledonia.
  - Araucaria nemorosa – Nowa Kaledonia.
  - Araucaria rulei – Nowa Kaledonia.
  - Araucaria schmidii – Nowa Kaledonia.
  - Araucaria scopulorum – Nowa Kaledonia.
  - Araucaria subulata – Nowa Kaledonia.